# (30800) 1989 ST
(30800) 1989 ST est un astéroïde de la ceinture principale aréocroiseur découvert en 1989.

## Description
(30800) 1989 ST a été découvert le 29 septembre 1989 à Kushiro (Japon) par Seiji Ueda et Hiroshi Kaneda.

### Caractéristiques orbitales
L'orbite de cet astéroïde est caractérisée par un demi-grand axe de 2,27 ua, un périhélie de 1,65 ua, une excentricité de 0,28 et une inclinaison de 4,49° par rapport à l'écliptique. Du fait de ces caractéristiques, à savoir un demi-grand axe inférieur à 3,2 ua et un périhélie compris entre 1,3 et 1,666 ua, il croise l'orbite de Mars et est classé, selon la JPL Small-Body Database, comme astéroïde aréocroiseur (aréo venant de Arès).

### Caractéristiques physiques
(30800) 1989 ST a une magnitude absolue (H) de 14,6 et un albédo estimé à 0,089.